# Вітфілд (Нью-Йорк)
Вітфілд (англ. Wheatfield) — місто (англ. town) в США, в окрузі Ніагара штату Нью-Йорк. Населення — 18 638 осіб (2020).

## Демографія
Згідно з переписом 2010 року, у місті мешкало 18 117 осіб у 7180 домогосподарствах у складі 4902 родин. Було 7602 помешкання
Расовий склад населення:
| - 94,7 % — білих - 2,2 % — чорних або афроамериканців - 1,5 % — азіатів - 0,6 % — корінних американців |

До двох чи більше рас належало 0,8 %. Частка іспаномовних становила 1,4 % від усіх жителів.
За віковим діапазоном населення розподілялося таким чином: 21,8 % — особи молодші 18 років, 59,4 % — особи у віці 18—64 років, 18,8 % — особи у віці 65 років та старші. Медіана віку мешканця становила 44,2 року. На 100 осіб жіночої статі у місті припадало 92,0 чоловіків;  на 100 жінок у віці від 18 років та старших — 88,6 чоловіків також старших 18 років.
Середній дохід на одне домашнє господарство  становив 89 502 долари США (медіана — 77 659), а середній дохід на одну сім'ю — 109 508 доларів (медіана — 98 329). Медіана доходів становила 62 500 доларів для чоловіків та 47 937 доларів для жінок. За межею бідності перебувало 5,7 % осіб, у тому числі 1,6 % дітей у віці до 18 років та 11,2 % осіб у віці 65 років та старших.
Цивільне працевлаштоване населення становило 9054 особи. Основні галузі зайнятості: освіта, охорона здоров'я та соціальна допомога — 27,5 %, виробництво — 12,4 %, роздрібна торгівля — 12,1 %.